# Tall Jasti
Tall Jasti – wieś w Syrii, w muhafazie Aleppo, w dystrykcie Manbidż. W 2004 roku liczyła 1646 mieszkańców.